# 언더테일의 OST
언더테일 사운드트랙은 토비 폭스가 2015년 비디오 게임 언더테일용으로 발매한 사운드트랙 앨범이다.

## 개발
게임의 OST는 토비가 FL 스튜디오와 함께 작곡했다. 독학으로 음악을 배운 토비는 언더테일 개발 전에도 작곡가였는데, 그가 특히 많이 사용하던 방법이 같은 멜로디나 모티프를 여러 곡에 재사용하는 것이다. 느리고 기괴한 느낌의 곡들은 대부분 빠르게 재생해 보면 다른 곡과 멜로디가 같음을 알 수 있다. OST는 마더 2: 기그의 역습, 라이브 어 라이브 등 슈퍼 패미컴의 롤플레잉 게임의 탄막 슈팅 시리즈 동방 프로젝트, 칩튠 밴드인 아나마나구치, 그리고 폭스가 일부 음악을 제공한 웹툰 Homestuck의 음악에서 영감을 얻었다. 또한 토비는 자신이 듣는 모든 음악, 특히 비디오 게임에서 영감을 얻기 위해 노력한다고 말했다. 토비에 따르면, 90% 이상의 곡들이 게임을 위해 특별히 작곡되었다고 한다. "메갈로바니아"는 샌즈와의 보스전에서 사용된 곡으로, 이전에는 Homestuck과 폭스사의 마더 2: 기그의 역습 롬 해킹 중 하나에 사용되었다. 토비는 게임의 각 섹션에 대해 프로그래밍 전에 음악을 작곡했는데, 이는 장면이 어떻게 진행되어야 하는지 결정하는 데 도움이 되었기 때문이다. 그는 처음에 OST를 제작하기 위해 음악 추적기를 사용하려고 했지만 사용하기 어렵다는 것을 알았고, 결국 음악의 부분들을 따로따로 연주하고 이를 하나의 트랙으로 연결하기로 결정했다. 게임의 1주년을 기념하기 위해 토비는 2016년 자신의 블로그에 사용되지 않은 음악 작품 5개를 공개했다. 게임 노래 중 4곡이 타이토의 그루브 코스터의 스팀 버전용 다운로드 가능 콘텐츠로 출시되었다.

## 목록
이 곡들 중에는 몰살 루트에서 달라지거나 나오지 않는 곡들이 있다.
1. Once upon a time(옛날 옛적에)[14][https://www.youtub.com/watch?v=s7RRgF5Ve_E&list=PLpJl5XaLHtLX-pDk4kctGxtF4nq6BIyjg%5B깨진+링크(과거+내용+찾기)%5D ]
2. Start menu(시작 음악)[15]
3. Your best friend(너의 가장 친한 친구)[16]
4. Fallen down[17]
5. Ruins[18]
6. Uwa!! So temperate♫[19]
7. Anticipation[20]
8. Unnecessary tension[21]
9. Enemy Approaching[22]
10. Ghost fight[23]
11. Determination[24]
12. Home[25]
13. Home (Music box)[26]
14. Heartache[27]
15. sans.[28]
16. Nyeh Heh Heh![29]
17. Snowy[30]
18. Uwa!! So Holiday♫[31]
19. Dogbass[32]
20. Mysterious Place[33]
21. Dogsong[34]
22. Snowdin town[35]
23. Shop[36]
24. Bonetrousle[37]
25. Dating Start![38]
26. Dating Tense![39]
27. Dating Fight![40]
28. Premontion[41]
29. Danger Mystery[42]
30. Undyne[43]
31. Waterfall[44]
32. Run![45]
33. Quiet Water[46]
34. Memory[47]
35. Bird That Carries You Over A Disproportionately Small Gap[48]
36. Dummy![49]
37. Pathetic House[50]
38. Spooktune[51]
39. Spookwave[52]
40. Ghouliday[53]
41. Chill[54]
42. Thundersnail[55]
43. Temmie Village[56]
44. Tem Shop[57]
45. NGAHHH!![58]
46. Spear of Justice[59]
47. Ooo[60]
48. Alphys[61]
49. It's Showtime![62]
50. Metal Crusher[63]
51. Another Medium[64]
52. Uwa!! So HEATS!!?[65]
53. Stronger Monsters[66]
54. Hotel[67]
55. Can You Really Call This A Hotel, I Didn't Receive A Mint On My Pillow Or Anything[68]
56. Confession[69]
57. Live Report[70]
58. Death Report[71]
59. Spider Dance[72]
60. Wrong Enemy[73]
61. Oh! One True Love[74]
62. Oh! Dungeon[75]
63. It's Raining Somewhere Else[76]
64. CORE Approach[77]
65. CORE[78]
66. Last Episode![79]
67. Oh My...[80]
68. Death by Glamour[81]
69. For the Fans[82]
70. Long Elevator[83]
71. Undertale[84]
72. Song That Might Play When You Fight Sans[85]
73. The Choice[86]
74. Small Shock[87]
75. Barrier[88]
76. Bergentrückung[89]
77. ASGORE[90]
78. You Idiot[91]
79. Your Best Nightmare[92]
80. Finale[93]
81. An Ending[94]

## 같이 보기
- 토비 폭스
- 언더테일
- 언더테일의 캐릭터
- 델타룬
- 델타룬의 캐릭터